# Bardzo nam się podoba
Bardzo nam się podoba – pierwszy film wideo polskiej grupy artystycznej Azorro, zrealizowany w 2001 roku w Warszawie na taśmie beta SP.
Film ukazuje spacer członków grupy (tj. Oskara Dawickiego, Igora Krenza, Wojciecha Niedzielko i Łukasza Skąpskiego), którzy postanawiają odwiedzić niektóre warszawskie galerie sztuki współczesnej – CSW Zamek Ujazdowski, Galerię Foksal, Galerię Test, Galerię Sztuki Użytkowej, Galerię Raster, Galerię Domu Artysty Plastyka oraz Zachętę. Po wyjściu z każdej wystawy artyści rozmawiają ze sobą komentując to, co właśnie zobaczyli, przy czym ich wypowiedzi sprowadzają się do powtarzanego w różnych formach zdania "bardzo mi się podobało". Powtarzanie tego zwrotu nadaje filmowi ironiczny wydźwięk i ma skłonić widza do zwrócenia uwagi na fakt, że sztuka jest odbierana i oceniana często w sposób bezrefleksyjny.